# Анаконда 3: Ціна експерименту
Анаконда 3: Ціна експерименту (англ. Anaconda 3: Offspring) — американський фільм жахів 2008 року режисера Дона Фонтлероя. Третя стрічка франшизи «Анаконда», сиквел фільму 2004 року «Анаконда 2: Полювання на прокляту орхідею». У головний ролях знялися Девід Гассельгофф, Джон Ріс-Девіс, Крістал Аллен. Наступного, 2009 року, вийшло продовження фільму — Анаконда 4: Кривавий слід.

## Сюжет
Професійний найманець і його команда отримують завдання від мільйонера — схопити небезпечну змію, яка може стати джерелом безсмертя і зцілення від небезпечних хвороб. До небезпечної місії приєднується також учена. Операція обіцяє гарну винагороду, але в ході експедиції з'ясовується, що смертоносна анаконда втекла з головної секретної лабораторії, де вона піддавалася прогресивним науковим експериментам. Дія препарату зробила змію ще сильнішою, хитрішою та небезпечнішою вбивцею. Мисливці цілком можуть стати здобиччю підступної тварі.

## У ролях
| Актор             | Роль               |
| ----------------- | ------------------ |
| Девід Гассельгофф | Стівен Гаметт      |
| Крістал Аллен     | доктор Аманда Гейс |
| Раян Маккласкі    | Пінкус             |
| Патрік Реджис     | Нік                |
| Ентоні Грін       | Грозний            |
| Джон Ріс-Девіс    | Пітер Мердок       |
| Тома Даніла       | Віктор             |
| Богдан Урітеску   | Драгош             |
| Сербан Келеа      | професор Ерік Кейн |

## Виробництво
Зйомки фільму відбулися в Румунії (Бухаресті та дельті Дунаю). У другорядний та епізодичних ролях знялися, в основному, румунські актори.